# Синхронне плавання на Чемпіонаті світу з водних видів спорту 2015 — комбінація, довільна програма
Змагання із синхронного плавання в комбінованій довільній програмі на Чемпіонаті світу з водних видів спорту 2015 пройшли від 26 до 1 серпня.

## Результати
Попередній раунд розпочався 26 липня о 14:00. Фінал відбувся 1 серпня о 17:30.
Зеленим позначено фіналістів
| Місце | Країна         | Попередній раунд | Попередній раунд | Фінал   | Фінал |
| Місце | Країна         | Очки             | Місце            | Очки    | Місце |
| ----- | -------------- | ---------------- | ---------------- | ------- | ----- |
| 1     | Росія          | 96.4000          | 1                | 98.3000 | 1     |
| 2     | Китай          | 94.9333          | 2                | 96.2000 | 2     |
| 3     | Японія         | 92.6000          | 3                | 93.8000 | 3     |
| 4     | Україна        | 92.4000          | 4                | 93.4000 | 4     |
| 5     | Іспанія        | 91.9000          | 5                | 92.3667 | 5     |
| 6     | Канада         | 89.4000          | 6                | 90.3667 | 6     |
| 7     | Італія         | 88.9000          | 7                | 89.7333 | 7     |
| 8     | Греція         | 86.6333          | 8                | 86.6667 | 8     |
| 9     | Мексика        | 85.3333          | 9                | 86.5667 | 9     |
| 10    | Бразилія       | 84.1000          | 10               | 84.8000 | 10    |
| 11    | Північна Корея | 81.7667          | 12               | 82.6000 | 11    |
| 12    | Білорусь       | 81.8333          | 11               | 82.3000 | 12    |
| 13    | Швейцарія      | 81.6000          | 13               |         |       |
| 14    | Казахстан      | 80.1000          | 14               |         |       |
| 15    | Венесуела      | 75.1000          | 15               |         |       |
| 16    | Макао          | 71.1667          | 16               |         |       |